# Lista över symboler inom logik
I logik används ofta en uppsättning symboler för att uttrycka logisk representation. Följande tabell visar många vanliga symboler tillsammans med deras namn, uttal och det relaterade matematikfältet. Dessutom innehåller den tredje kolumnen en informell definition, den fjärde kolumnen ger ett kort exempel, den femte och sjätte ger unicode-plats och namn för användning i HTML-dokument. Den sista kolumnen innehåller LaTeX-symbolen.

## Grundläggande logiksymboler
| Symbol | Namn                                         | Förklaring | Exempel | Unicode värde (hexadecimal)                 | HTML värde (decimal)                  | HTML entitet (benämnt) | LaTeX symbol |
| Symbol | Uttalas                                      | Förklaring | Exempel | Unicode värde (hexadecimal)                 | HTML värde (decimal)                  | HTML entitet (benämnt) | LaTeX symbol |
| Symbol | Kategori                                     | Förklaring | Exempel | Unicode värde (hexadecimal)                 | HTML värde (decimal)                  | HTML entitet (benämnt) | LaTeX symbol |
| ------ | -------------------------------------------- | --- | --- | ------------------------------------------- | ------------------------------------- | ---------------------- | --- |
| ⇒ → ⊃  | materiell implikation                        | {\displaystyle A\Rightarrow B} är falskt då {\displaystyle A} är sant och {\displaystyle B} är falskt, men sant då variablerna har andra sanningsvärden. {\displaystyle \rightarrow } kan betyda detsamma som {\displaystyle \Rightarrow } (symbolen kan även indikera domänen och kodomänen hos en funktion; se lista över matematiska symboler). {\displaystyle \supset } kan betyda detsamma som {\displaystyle \Rightarrow } (symbolen kan även betyda delmängd). | {\displaystyle x=2\Rightarrow x^{2}=4} är sant, men {\displaystyle x^{2}=4\Rightarrow x=2} är, generellt sett, falskt (då {\displaystyle x} kan vara lika med −2). | U+21D2 U+2192 U+2283                        | &#8658; &#8594; &#8835;               | &rArr; &rarr; &sup;    | {\displaystyle \Rightarrow }\Rightarrow {\displaystyle \to }\to or \rightarrow {\displaystyle \supset }\supset {\displaystyle \implies }\implies        |
| ⇒ → ⊃  | medför; om... så...                          | {\displaystyle A\Rightarrow B} är falskt då {\displaystyle A} är sant och {\displaystyle B} är falskt, men sant då variablerna har andra sanningsvärden. {\displaystyle \rightarrow } kan betyda detsamma som {\displaystyle \Rightarrow } (symbolen kan även indikera domänen och kodomänen hos en funktion; se lista över matematiska symboler). {\displaystyle \supset } kan betyda detsamma som {\displaystyle \Rightarrow } (symbolen kan även betyda delmängd). | {\displaystyle x=2\Rightarrow x^{2}=4} är sant, men {\displaystyle x^{2}=4\Rightarrow x=2} är, generellt sett, falskt (då {\displaystyle x} kan vara lika med −2). | U+21D2 U+2192 U+2283                        | &#8658; &#8594; &#8835;               | &rArr; &rarr; &sup;    | {\displaystyle \Rightarrow }\Rightarrow {\displaystyle \to }\to or \rightarrow {\displaystyle \supset }\supset {\displaystyle \implies }\implies        |
| ⇒ → ⊃  | satslogik, Heytings algebra                  | {\displaystyle A\Rightarrow B} är falskt då {\displaystyle A} är sant och {\displaystyle B} är falskt, men sant då variablerna har andra sanningsvärden. {\displaystyle \rightarrow } kan betyda detsamma som {\displaystyle \Rightarrow } (symbolen kan även indikera domänen och kodomänen hos en funktion; se lista över matematiska symboler). {\displaystyle \supset } kan betyda detsamma som {\displaystyle \Rightarrow } (symbolen kan även betyda delmängd). | {\displaystyle x=2\Rightarrow x^{2}=4} är sant, men {\displaystyle x^{2}=4\Rightarrow x=2} är, generellt sett, falskt (då {\displaystyle x} kan vara lika med −2). | U+21D2 U+2192 U+2283                        | &#8658; &#8594; &#8835;               | &rArr; &rarr; &sup;    | {\displaystyle \Rightarrow }\Rightarrow {\displaystyle \to }\to or \rightarrow {\displaystyle \supset }\supset {\displaystyle \implies }\implies        |
| ⇔ ≡ ↔  | materiell ekvivalens                         | {\displaystyle A\Leftrightarrow B} är sant om och endast om både {\displaystyle A} och {\displaystyle B} är falska, eller både {\displaystyle A} och {\displaystyle B} är sanna. | {\displaystyle x+5=y+2\Leftrightarrow x+3=y} | U+21D4 U+2261 U+2194                        | &#8660; &#8801; &#8596;               | &hArr; &equiv; &harr;  | {\displaystyle \Leftrightarrow }\Leftrightarrow {\displaystyle \equiv }\equiv {\displaystyle \leftrightarrow }\leftrightarrow {\displaystyle \iff }\iff |
| ⇔ ≡ ↔  | om och endast om; omm; betyder samma sak som | {\displaystyle A\Leftrightarrow B} är sant om och endast om både {\displaystyle A} och {\displaystyle B} är falska, eller både {\displaystyle A} och {\displaystyle B} är sanna. | {\displaystyle x+5=y+2\Leftrightarrow x+3=y} | U+21D4 U+2261 U+2194                        | &#8660; &#8801; &#8596;               | &hArr; &equiv; &harr;  | {\displaystyle \Leftrightarrow }\Leftrightarrow {\displaystyle \equiv }\equiv {\displaystyle \leftrightarrow }\leftrightarrow {\displaystyle \iff }\iff |
| ⇔ ≡ ↔  | satslogik                                    | {\displaystyle A\Leftrightarrow B} är sant om och endast om både {\displaystyle A} och {\displaystyle B} är falska, eller både {\displaystyle A} och {\displaystyle B} är sanna. | {\displaystyle x+5=y+2\Leftrightarrow x+3=y} | U+21D4 U+2261 U+2194                        | &#8660; &#8801; &#8596;               | &hArr; &equiv; &harr;  | {\displaystyle \Leftrightarrow }\Leftrightarrow {\displaystyle \equiv }\equiv {\displaystyle \leftrightarrow }\leftrightarrow {\displaystyle \iff }\iff |
| ¬ ˜ !  | negation                                     | Påståendet {\displaystyle \lnot A} är sant om och endast om {\displaystyle A} är falskt. Då {\displaystyle \neg } placeras framför ett påstående så kan det även uttalas som "det är inte så att...". | {\displaystyle \neg (\neg A)\Leftrightarrow A} {\displaystyle x\neq y\Leftrightarrow \neg (x=y)}                                                                   | U+00AC U+02DC U+0021                        | &#172; &#732; &#33;                   | &not; &tilde; &excl;   | {\displaystyle \neg }\lnot or \neg {\displaystyle \sim }\sim                                                                                            |
| ¬ ˜ !  | ej; icke; inte                               | Påståendet {\displaystyle \lnot A} är sant om och endast om {\displaystyle A} är falskt. Då {\displaystyle \neg } placeras framför ett påstående så kan det även uttalas som "det är inte så att...". | {\displaystyle \neg (\neg A)\Leftrightarrow A} {\displaystyle x\neq y\Leftrightarrow \neg (x=y)}                                                                   | U+00AC U+02DC U+0021                        | &#172; &#732; &#33;                   | &not; &tilde; &excl;   | {\displaystyle \neg }\lnot or \neg {\displaystyle \sim }\sim                                                                                            |
| ¬ ˜ !  | satslogik                                    | Påståendet {\displaystyle \lnot A} är sant om och endast om {\displaystyle A} är falskt. Då {\displaystyle \neg } placeras framför ett påstående så kan det även uttalas som "det är inte så att...". | {\displaystyle \neg (\neg A)\Leftrightarrow A} {\displaystyle x\neq y\Leftrightarrow \neg (x=y)}                                                                   | U+00AC U+02DC U+0021                        | &#172; &#732; &#33;                   | &not; &tilde; &excl;   | {\displaystyle \neg }\lnot or \neg {\displaystyle \sim }\sim                                                                                            |
| ∧ · &  | konjunktion                                  | Påståendet {\displaystyle A\wedge B} är sant om både {\displaystyle A} och {\displaystyle B} är sanna; annars är det falskt. | n < 4 ∧ n >2 ⇔ n = 3 då n är ett naturligt tal. | U+2227 U+00B7 U+0026                        | &#8743; &#183; &#38;                  | &and; &middot; &amp;   | {\displaystyle \wedge }\wedge or \land {\displaystyle \&}\&                                                                                             |
| ∧ · &  | och                                          | Påståendet {\displaystyle A\wedge B} är sant om både {\displaystyle A} och {\displaystyle B} är sanna; annars är det falskt. | n < 4 ∧ n >2 ⇔ n = 3 då n är ett naturligt tal. | U+2227 U+00B7 U+0026                        | &#8743; &#183; &#38;                  | &and; &middot; &amp;   | {\displaystyle \wedge }\wedge or \land {\displaystyle \&}\&                                                                                             |
| ∧ · &  | satslogik, boolesk algebra                   | Påståendet {\displaystyle A\wedge B} är sant om både {\displaystyle A} och {\displaystyle B} är sanna; annars är det falskt. | n < 4 ∧ n >2 ⇔ n = 3 då n är ett naturligt tal. | U+2227 U+00B7 U+0026                        | &#8743; &#183; &#38;                  | &and; &middot; &amp;   | {\displaystyle \wedge }\wedge or \land {\displaystyle \&}\&                                                                                             |
| ∨ + ∥  | (inklusiv) disjunktion                       | Påståendet {\displaystyle A\lor B} är sant om {\displaystyle A} eller {\displaystyle B} (eller båda) är sant; om båda är falska, så är påståendet falskt. | n ≥ 4 ∨ n ≤ 2 ⇔ n ≠ 3 då n är ett naturligt tal. | U+2228 U+002B U+2225                        | &#8744; &#43; &#8741;                 | &or;                   | {\displaystyle \lor }\lor or \vee {\displaystyle \parallel }\parallel                                                                                   |
| ∨ + ∥  | eller                                        | Påståendet {\displaystyle A\lor B} är sant om {\displaystyle A} eller {\displaystyle B} (eller båda) är sant; om båda är falska, så är påståendet falskt. | n ≥ 4 ∨ n ≤ 2 ⇔ n ≠ 3 då n är ett naturligt tal. | U+2228 U+002B U+2225                        | &#8744; &#43; &#8741;                 | &or;                   | {\displaystyle \lor }\lor or \vee {\displaystyle \parallel }\parallel                                                                                   |
| ∨ + ∥  | satslogik, boolesk algebra                   | Påståendet {\displaystyle A\lor B} är sant om {\displaystyle A} eller {\displaystyle B} (eller båda) är sant; om båda är falska, så är påståendet falskt. | n ≥ 4 ∨ n ≤ 2 ⇔ n ≠ 3 då n är ett naturligt tal. | U+2228 U+002B U+2225                        | &#8744; &#43; &#8741;                 | &or;                   | {\displaystyle \lor }\lor or \vee {\displaystyle \parallel }\parallel                                                                                   |
| ⊕ ⊻    | exclusiv disjunktion                         | Påståendet {\displaystyle A\oplus B} är sant då antingen {\displaystyle A} eller {\displaystyle B}, men inte båda två, är sant. {\displaystyle A\veebar B} betyder samma sak. | (¬A) ⊕ A är alltid sant, och A ⊕ A är alltid falskt, om vi exkluderar vakuös sanning.                                                                              | U+2295 U+22BB                               | &#8853; &#8891;                       | &oplus;                | {\displaystyle \oplus }\oplus {\displaystyle \veebar }\veebar                                                                                           |
| ⊕ ⊻    | antingen eller; XOR                          | Påståendet {\displaystyle A\oplus B} är sant då antingen {\displaystyle A} eller {\displaystyle B}, men inte båda två, är sant. {\displaystyle A\veebar B} betyder samma sak. | (¬A) ⊕ A är alltid sant, och A ⊕ A är alltid falskt, om vi exkluderar vakuös sanning.                                                                              | U+2295 U+22BB                               | &#8853; &#8891;                       | &oplus;                | {\displaystyle \oplus }\oplus {\displaystyle \veebar }\veebar                                                                                           |
| ⊕ ⊻    | satslogik, boolesk algebra                   | Påståendet {\displaystyle A\oplus B} är sant då antingen {\displaystyle A} eller {\displaystyle B}, men inte båda två, är sant. {\displaystyle A\veebar B} betyder samma sak. | (¬A) ⊕ A är alltid sant, och A ⊕ A är alltid falskt, om vi exkluderar vakuös sanning.                                                                              | U+2295 U+22BB                               | &#8853; &#8891;                       | &oplus;                | {\displaystyle \oplus }\oplus {\displaystyle \veebar }\veebar                                                                                           |
| ⊤ T 1  | tautologi                                    | Påståendet {\displaystyle \top } är alltid sant. | A ⇒ ⊤ är alltid sant. | U+22A4                                      | &#8868;                               |                        | {\displaystyle \top }\top |
| ⊤ T 1  | topp, verum                                  | Påståendet {\displaystyle \top } är alltid sant. | A ⇒ ⊤ är alltid sant. | U+22A4                                      | &#8868;                               |                        | {\displaystyle \top }\top |
| ⊤ T 1  | satslogik, boolesk algebra                   | Påståendet {\displaystyle \top } är alltid sant. | A ⇒ ⊤ är alltid sant. | U+22A4                                      | &#8868;                               |                        | {\displaystyle \top }\top |
| ⊥ F 0  | kontradiktion                                | Påståendet {\displaystyle \bot } är alltid falskt. | ⊥ ⇒ A är alltid sant. | U+22A5                                      | &#8869;                               | &perp;                 | {\displaystyle \bot }\bot |
| ⊥ F 0  | botten, falsum, falskhet                     | Påståendet {\displaystyle \bot } är alltid falskt. | ⊥ ⇒ A är alltid sant. | U+22A5                                      | &#8869;                               | &perp;                 | {\displaystyle \bot }\bot |
| ⊥ F 0  | satslogik, boolesk algebra                   | Påståendet {\displaystyle \bot } är alltid falskt. | ⊥ ⇒ A är alltid sant. | U+22A5                                      | &#8869;                               | &perp;                 | {\displaystyle \bot }\bot |
| ∀ ()   | allkvantifikation                            | {\displaystyle \forall x:P(x)} eller {\displaystyle (x)P(x)} betyder {\displaystyle P(x)} är sant för alla {\displaystyle x}. | ∀ n ∈ ℕ: n2 ≥ n. | U+2200                                      | &#8704;                               | &forall;               | {\displaystyle \forall }\forall |
| ∀ ()   | för alla; för vilket som helst; för varje    | {\displaystyle \forall x:P(x)} eller {\displaystyle (x)P(x)} betyder {\displaystyle P(x)} är sant för alla {\displaystyle x}. | ∀ n ∈ ℕ: n2 ≥ n. | U+2200                                      | &#8704;                               | &forall;               | {\displaystyle \forall }\forall |
| ∀ ()   | första ordningens logik                      | {\displaystyle \forall x:P(x)} eller {\displaystyle (x)P(x)} betyder {\displaystyle P(x)} är sant för alla {\displaystyle x}. | ∀ n ∈ ℕ: n2 ≥ n. | U+2200                                      | &#8704;                               | &forall;               | {\displaystyle \forall }\forall |
| ∃      | existenskvantifikator                        | {\displaystyle \exists x:P(x)} betyder att det minst finns ett {\displaystyle x} för vilket predikatet {\displaystyle P(x)} gäller. | ∃ n ∈ ℕ: n är jämnt. | U+2203                                      | &#8707;                               | &exist;                | {\displaystyle \exists }\exists |
| ∃      | det finns minst ett                          | {\displaystyle \exists x:P(x)} betyder att det minst finns ett {\displaystyle x} för vilket predikatet {\displaystyle P(x)} gäller. | ∃ n ∈ ℕ: n är jämnt. | U+2203                                      | &#8707;                               | &exist;                | {\displaystyle \exists }\exists |
| ∃      | första ordningens logik                      | {\displaystyle \exists x:P(x)} betyder att det minst finns ett {\displaystyle x} för vilket predikatet {\displaystyle P(x)} gäller. | ∃ n ∈ ℕ: n är jämnt. | U+2203                                      | &#8707;                               | &exist;                | {\displaystyle \exists }\exists |
| ∃!     | entydighet                                   | {\displaystyle \exists !x:P(x)} betyder att det finns exakt ett {\displaystyle x} för vilket predikatet P(x) gäller. | ∃! n ∈ ℕ: n + 5 = 2n. | U+2203 U+0021                               | &#8707; &#33;                         |                        | {\displaystyle \exists !}\exists ! |
| ∃!     | det finns exakt ett                          | {\displaystyle \exists !x:P(x)} betyder att det finns exakt ett {\displaystyle x} för vilket predikatet P(x) gäller. | ∃! n ∈ ℕ: n + 5 = 2n. | U+2203 U+0021                               | &#8707; &#33;                         |                        | {\displaystyle \exists !}\exists ! |
| ∃!     | första ordningens logik                      | {\displaystyle \exists !x:P(x)} betyder att det finns exakt ett {\displaystyle x} för vilket predikatet P(x) gäller. | ∃! n ∈ ℕ: n + 5 = 2n. | U+2203 U+0021                               | &#8707; &#33;                         |                        | {\displaystyle \exists !}\exists ! |
| ≔ ≡ :⇔ | definition                                   | {\displaystyle x:=y} or {\displaystyle x\equiv y} betyder att x definieras som ett annat namn för y (men lägg märke till att ≡ även kan symbolisera annat, som t.ex. en kongruensrelation). {\displaystyle P:\Leftrightarrow Q} betyder att {\displaystyle P} definieras som logiskt ekvivalent med {\displaystyle Q}. | cosh x ≔ (1/2)(exp x + exp (−x)) A XOR B :⇔ (A ∨ B) ∧ ¬(A ∧ B) | U+2254 (U+003A U+003D) U+2261 U+003A U+229C | &#8788; (&#58; &#61;) &#8801; &#8860; | &equiv; &hArr;         | {\displaystyle :=}:= {\displaystyle \equiv }\equiv {\displaystyle :\Leftrightarrow }:\Leftrightarrow                                                    |
| ≔ ≡ :⇔ | definieras som                               | {\displaystyle x:=y} or {\displaystyle x\equiv y} betyder att x definieras som ett annat namn för y (men lägg märke till att ≡ även kan symbolisera annat, som t.ex. en kongruensrelation). {\displaystyle P:\Leftrightarrow Q} betyder att {\displaystyle P} definieras som logiskt ekvivalent med {\displaystyle Q}. | cosh x ≔ (1/2)(exp x + exp (−x)) A XOR B :⇔ (A ∨ B) ∧ ¬(A ∧ B) | U+2254 (U+003A U+003D) U+2261 U+003A U+229C | &#8788; (&#58; &#61;) &#8801; &#8860; | &equiv; &hArr;         | {\displaystyle :=}:= {\displaystyle \equiv }\equiv {\displaystyle :\Leftrightarrow }:\Leftrightarrow                                                    |
| ≔ ≡ :⇔ | överallt                                     | {\displaystyle x:=y} or {\displaystyle x\equiv y} betyder att x definieras som ett annat namn för y (men lägg märke till att ≡ även kan symbolisera annat, som t.ex. en kongruensrelation). {\displaystyle P:\Leftrightarrow Q} betyder att {\displaystyle P} definieras som logiskt ekvivalent med {\displaystyle Q}. | cosh x ≔ (1/2)(exp x + exp (−x)) A XOR B :⇔ (A ∨ B) ∧ ¬(A ∧ B) | U+2254 (U+003A U+003D) U+2261 U+003A U+229C | &#8788; (&#58; &#61;) &#8801; &#8860; | &equiv; &hArr;         | {\displaystyle :=}:= {\displaystyle \equiv }\equiv {\displaystyle :\Leftrightarrow }:\Leftrightarrow                                                    |
| ( )    | operatorprioritet                            | Behandla först operatorerna inom parenteser. | (8 ÷ 4) ÷ 2 = 2 ÷ 2 = 1, men 8 ÷ (4 ÷ 2) = 8 ÷ 2 = 4. | U+0028 U+0029                               | &#40; &#41;                           |                        | {\displaystyle (~)} ( ) |
| ( )    | parenteser                                   | Behandla först operatorerna inom parenteser. | (8 ÷ 4) ÷ 2 = 2 ÷ 2 = 1, men 8 ÷ (4 ÷ 2) = 8 ÷ 2 = 4. | U+0028 U+0029                               | &#40; &#41;                           |                        | {\displaystyle (~)} ( ) |
| ( )    | överallt                                     | Behandla först operatorerna inom parenteser. | (8 ÷ 4) ÷ 2 = 2 ÷ 2 = 1, men 8 ÷ (4 ÷ 2) = 8 ÷ 2 = 4. | U+0028 U+0029                               | &#40; &#41;                           |                        | {\displaystyle (~)} ( ) |
| ⊢      | vändkors                                     | x ⊢ y betyder att y är bevisbart från x. | A → B ⊢ ¬B → ¬A | U+22A2                                      | &#8866;                               |                        | {\displaystyle \vdash }\vdash |
| ⊢      | bevisbar                                     | x ⊢ y betyder att y är bevisbart från x. | A → B ⊢ ¬B → ¬A | U+22A2                                      | &#8866;                               |                        | {\displaystyle \vdash }\vdash |
| ⊢      | satslogik, första ordningens logik           | x ⊢ y betyder att y är bevisbart från x. | A → B ⊢ ¬B → ¬A | U+22A2                                      | &#8866;                               |                        | {\displaystyle \vdash }\vdash |
| ⊨      | dubbelt vändkors                             | x ⊨ y betyder att x semantiskt sett medför y | A → B ⊨ ¬B → ¬A | U+22A8                                      | &#8872;                               |                        | {\displaystyle \vDash }\vDash, \models |
| ⊨      | medför                                       | x ⊨ y betyder att x semantiskt sett medför y | A → B ⊨ ¬B → ¬A | U+22A8                                      | &#8872;                               |                        | {\displaystyle \vDash }\vDash, \models |
| ⊨      | satslogik, första ordningens logik           | x ⊨ y betyder att x semantiskt sett medför y | A → B ⊨ ¬B → ¬A | U+22A8                                      | &#8872;                               |                        | {\displaystyle \vDash }\vDash, \models |

## Avancerade och sällan använda logiska symboler
Dessa symboler sorteras efter deras Unicode-värde:
- U+0305  ̅  ÖVERSTRECK, används till att förkorta vissa symboler (typografisk nummerteori).  Till exempel kan "4̅" användas för att "beteckna SSSS0".
- Övertrecket kan också (men bara sällan) användas till att beteckna Gödels siffror.
- Överstrecket har även använts för att beteckna negation, vilket fortfarande används inom elektronik.
- U+2191 ↑ UPPÅTVÄND PIL eller U+007C | VERTIKAL LINJE: Scheffers streck, symbolen för NAND-operatoren.
- U+2193 ↓ NEDÅTVÄND PIL Pierces pil, symbolen för NOR-operatoren.
- U+2201 ∁ KOMPLEMENT.
- U+2204 ∄ DET FINNS INTE: slåt ut existenskvantifikator, detsamma som "¬∃".
- U+2234 ∴ ALLTSÅ: alltså.
- U+2235 ∵ TY: ty.
- U+22A7 ⊧ MODELLER: är en modell av.
- U+22A8 ⊨ SANT: det är sant att.
- U+22AC ⊬ BEVISAR INTE: negerat ⊢, symbolen för "bevisar inte", till exempel betyder T ⊬ P "P är inte sats av T".
- U+22AD ⊭ INTE SANT: det är inte sant att.
- U+2020 † KORS: Bekräftande operator (uttalas som "det är sant att...") .
- U+22BC ⊼ NAND: NAND-operatorn.
- U+22BD ⊽ NOR: NOR-operatorn.
- U+25C7 ◇ VIT DIAMANT: modal-operator för "det är möjligt att", "det är inte nödvändigt att" eller ibland "det är inte bevisbart att" (definieras inom modallogik som "¬◻¬").
- U+22C6 ⋆ STJÄRN-OPERATOR: används normalt sett för ad hoc operatorer.
- U+22A5 ⊥ FALSUM eller U+2193 ↓ NEDÅTVÄND PIL: Webb-operator eller Pierces pil, symbolen för NOR. Förvirrande nog är "⊥" även symbolen för kontradiktion eller absurditet.
- U+2310 ⌐ BAKOFRAMVÄNT ICKE-TECKEN
- U+231C ⌜ ÖVRE VÄNSTER HÖRN och U+231D ⌝ ÖVRE HÖGRE HÖRN: Quines citationstecken.
- U+25A1 ◻ VIT FYRKANT: modal-operator för "det är nödvändigt att" (modallogik) eller "det är bevisbart att" (besivbarhetslogik) eller "det är obligatoriskt att" (doxastik logik); även tom klausul.
- U+27DB ⟛ VÄNSTER OCH HÖGER VÄNDKORS: semantisk ekvivalens.

Observera att följande operatorer sällan stöds av naturligt installerade teckensnitt. Om du vill använda dessa på en webbsida bör du alltid bädda in nödvändiga teckensnitt så att sidvisaren kan se webbsidan utan att ha nödvändiga teckensnitt installerade i sin dator.
- U+27E1 ⟡ VIT KONKAV-SIDIG DIAMANT.
- U+27E2 ⟢ VIT KONKAV-SIDIG DIAMANT MED VÄNSTERVRIDET VÄNDKORS: modal-operator för "var aldrig".
- U+27E3 ⟣ VIT KONKAV-SIDIG DIAMANT MED HÖGERVRIDET VÄNDKORS: modal-operator för "kommer aldrig att hända".
- U+27E4 ⟤ VIT FYRKANT MED VÄNSTERVRIDET VÄNDKORS: modal-operator för "var alltid".
- U+27E5 ⟥ VIT FYRKANT MED VÄNSTERVRIDET VÄNDKORS: modal-operator för "kommer alltid att vara".
- U+297D ⥽ HÖGER FISKEKROK: används ibland för "relation", används även för beteckningen av flera ad hoc relationer (till exempel, för att beteclma "vittnar" i rossersatser). Fiskekroken användas också för att beteckna strikt implikation av C. I. Lewis {\displaystyle p} ⥽ {\displaystyle q\equiv \Box (p\rightarrow q)}, i LaTeX skrivs detta som \strictif.  Se här för en glyf. Tillades i Unicode 3.2.0.
- U+2A07 ⨇ TWO LOGISKA OCH OPERATOR

## Användning i olika länder

### Polen och Tyskland
Från och med 2014 har man ibland i Polen skrivit allkvantifikatorn som {\displaystyle \wedge } och existenskvantifikatorn som {\displaystyle \vee }.
Detsamma gäller för Tyskland.

### Japan
Symbolen ⇒ används ofta i text för att betyda "resultat" eller "slutsats", som i "Vi undersökte om vi skulle sälja produkten ⇒ Vi kommer inte att sälja den". Dessutom används → -symbolen ofta för att beteckna "ändrad till" som i meningen "Räntesatsen har ändrats. Mars 20% → April 21% ".